# John Miller
John Lester Miller (ur. 5 czerwca 1903 w Brooklynie, zm. 1 sierpnia 1965 w Nowym Jorku) – amerykański wioślarz, złoty medalista olimpijski.
Wystąpił na igrzyskach olimpijskich w Paryżu w 1924, gdzie reprezentanci Stanów Zjednoczonych w składzie: Leonard Carpenter, Howard Kingsbury, Alfred Lindley, John Miller, James Rockefeller, Frederick Sheffield, Benjamin Spock, Alfred Wilson i Laurence Stoddard (sternik) zdobyli złoty medal w ósemkach. W finale o ponad 15 sekund wyprzedzili drugich na mecie Kanadyjczyków. Był to jego jedyny start olimpijski.
Kształcił się na Uniwersytecie Yale, następnie pracował w sektorze budowlanym oraz obrocie nieruchomościami.